# The Cameraman
The Cameraman is een stomme film uit 1928 met Buster Keaton onder regie van Edward Sedgwick.

## Plot
Buster is een arme straatfotograaf die verliefd wordt op Sally, een secretaresse van het gebouw van filmjournaals van de studio Metro-Goldwyn-Mayer. In de hoop door haar opgemerkt te worden, koopt hij een oude en slechtwerkende filmcamera en meldt zich aan voor een baan. Hij wordt hier op neergekeken door de meer ervaren cameraman Harold. Harold heeft ook een oogje op Sally, maar ziet de klunzige Buster niet als een rivaal. Sally suggereert hem zo veel mogelijk te filmen. Buster doet zoals zij hem heeft verteld, maar het kwaliteitloze materiaal blijkt niet bruikbaar.
Sally heeft medelijden met de man en vraagt hem mee uit voor een date. De volgende dag geeft ze hem advies naar Chinatown te gaan met zijn camera, aangezien daar iets groots gaat gebeuren. Onderweg komt hij een draaiorgelman tegen en doodt hij blijkbaar zijn aap. Een politieman is hier getuige van en dwingt Buster als schadevergoeding de aap aan te schaffen. Buster wil het beest bij de vuilnis achterlaten, wanneer hij erachter komt dat hij nog leeft. De aap gaat hierna mee met Buster.
Eenmaal in Chinatown belandt Buster midden in een oorlog tussen bendes uit de onderwereld van de wijk. Tijdens een inval van de politie wordt hij aangezien als een van de criminelen en wordt in de boeien geslagen. Hij weet te ontsnappen en gaat naar het gebouw van MGM. De bazen zijn echter ontevreden wanneer ze ontdekken dat Buster blijkbaar geen filmrol in zijn camera heeft gedaan. Hij geeft toe dat Sally hem geadviseerd heeft naar Chinatown te gaan, waarna ook Sally niet in een positief daglicht komt te staan bij de bazen.
Buster zet zijn acties als cameraman door en besluit een namiddag bij een rivier te filmen. Hier ontdekt hij dat hij wel degelijk film heeft van zijn ervaringen in Chinatown. Op hetzelfde moment ziet hij Harold en Sally in een roeiboot op de rivier, genieten van een romantisch uitje. Na een ongeluk belandt Sally in het water. Buster gaat er meteen op af en redt haar. Eenmaal aan het land gaat hij medicijnen voor haar halen. Ondertussen komt Sally bij en strijkt Harold met alle eer. Buster mist wederom zijn kans bij Sally, maar weet niet dat de aap alles heeft gefilmd.
Buster besluit zijn beeldmateriaal van Chinatown mee te nemen naar het gebouw, waar hij na het zien van zijn film met open armen wordt ontvangen. Sally ziet hier ook de beelden van Buster die haar redt in het water en geeft Harold de bons. Niet veel later bedankt ze Buster en lopen ze hand in hand weg.

## Rolbezetting
| Acteur         | Personage                 |
| -------------- | ------------------------- |
| Buster Keaton  | Buster                    |
| Marceline Day  | Sally Richards            |
| Harold Goodwin | Harold Stagg              |
| Sidney Bracey  | Edward J. Blake (de baas) |
| Harry Gribbon  | Politieman Hennessey      |

## Productie
Tot 1928 had filmmaker en acteur Buster Keaton zelfstandig aan zijn films gewerkt. Hij liet zich in dat jaar echter door producent Joseph M. Schenck overhalen om een contract bij Metro-Goldwyn-Mayer te tekenen. The Cameraman was de eerste film die hij voor de studio maakte. Hij had veel minder vrijheid en zou regelmatig ruzie hebben achter de schermen met de crew.
Voor een lange tijd werd gedacht dat de film verloren was gegaan. De eerste kopie werd echter gevonden in 1968. In 1991 was bijna het totale materiaal teruggevonden.